# Tveita

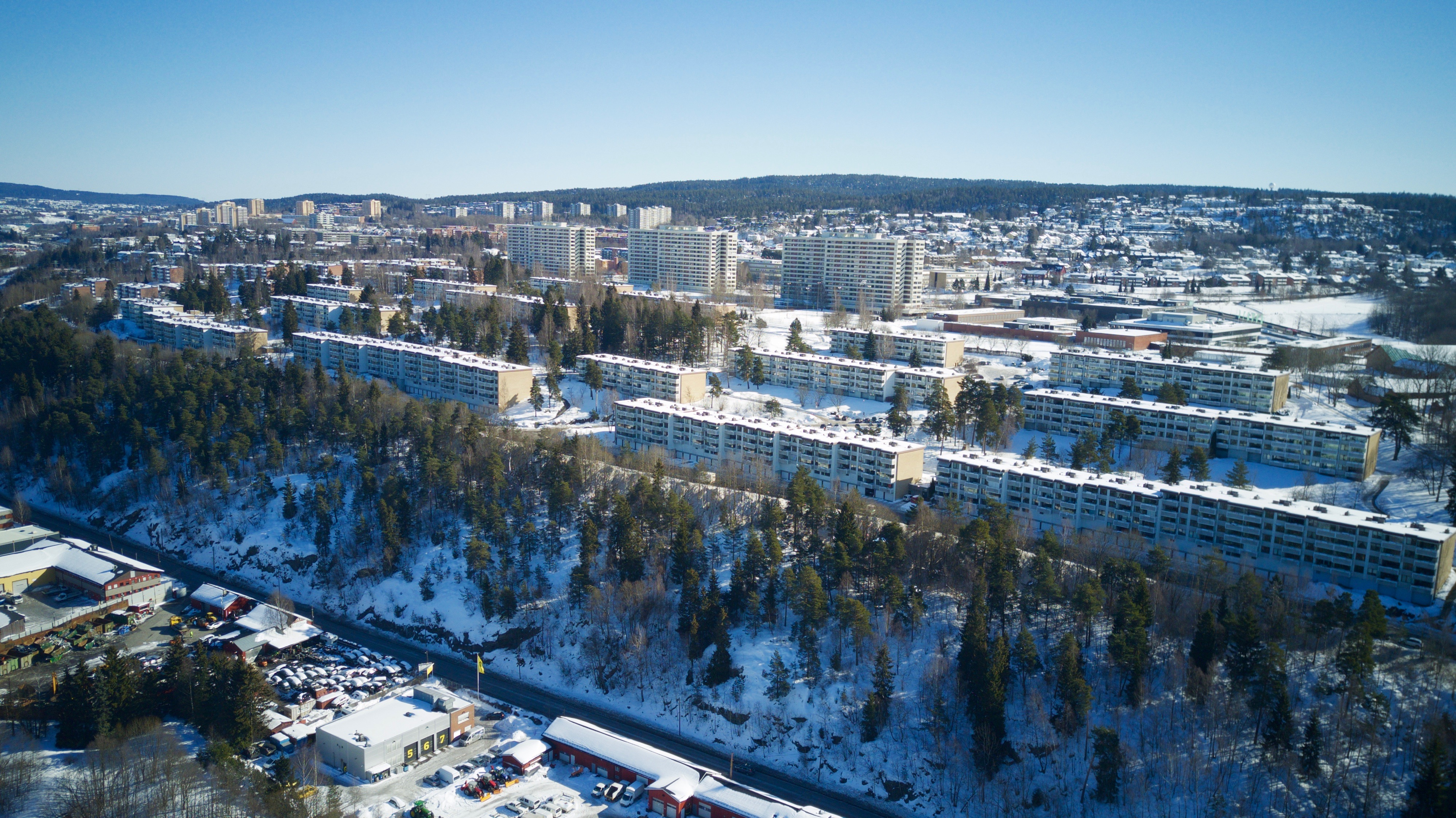
Reihen- und Hochhäuser in Tveita

Tveita ist ein Stadtviertel in der norwegischen Hauptstadt Oslo. Das Wohnviertel liegt im Stadtteil Alna in Groruddalen.

## Lage
Tveita liegt östlich des Osloer Stadtzentrums im Südwesten des Stadtteils Alna. Nordwestlich von Tveita fließt die Alna durch die Gegend. An beiden Uferseiten erstreckt sich ein Industriegebiet. Tveita grenzt zudem an mehrere Wohnviertel: Im Nordosten grenzt es an Haugerud, im Osten an Hellerud und im Süden Godlia.

## Geschichte
Das Stadtviertel wurde nach dem Hof Tveten benannt. Im Jahr 1950 kaufte die Kommune das zu den Höfen Tveten und Hellerud gehörige Areal fast vollständig auf, um es in ein Wohngebiet umzuwandeln. In den 1960er-Jahren wurden rund 2300 Wohnungen in Tveita errichtet. Dafür wurden zwischen 1963 und 1969 vor allem Hochhäuser, Reihenhäuser und Wohnblöcke gebaut.
Im Jahr 1968 nahm mit der Tveita skole im Stadtviertel eine Grundschule ihren Unterrichtsbetrieb auf. Zudem besteht in Tveita seit 1984 die Hellerud videregående skole. Zuvor gehörte das Schulgebäude zur Tveita ungdomsskole. Mit der U-Bahn-Station Tveita, einer Station der Furusetbanen-Linie, wurde das Viertel im Jahr 1970 an das Osloer U-Bahn-Netz angebunden. Im selben Jahr wurde über der Station das Einkaufszentrum Tveita Senter eröffnet. Bei einem Brand im Jahr 1978 entstanden größere Schäden an Teilen des Gebäudes. Im Rahmen der Groruddalssatsingen, einem Projekt mit dem Ziel, die Lebensqualität in den vier nordöstlichsten Stadtteilen Oslos zu steigern, entstand im Jahr 2011 der Tveitaparken.